# 九国公约会议

美国代表参加了九国条约会议。 斯坦利·霍恩贝克、首席代表诺曼·戴维斯（Norman Davis）、杰伊·莫法特（Jay P.Moffat）、查尔斯·E·博伦

九国公约会议或布鲁塞尔会议于1937年10月下旬召开，参会者是《九国公约》签署国，目的是寻求和平手段以尽早结束中国与日本在7月开始的冲突。 这次会议是根据1922年《九国条约》的规定举行的。 实际会议于1937年11月3日至24日在比利时的布鲁塞尔召开。 

## 背景
1937年第二次中日战争爆发，中国政府即多次向国际联盟和《九国公约》签字国提出申诉，控诉日本违反《国联盟约》、《巴黎非战公约》和《九国公约》，对中国发动武装侵略，请求国际调停和援助。1937年9月，国际联盟理事会举行例会，中国代表顾维钧向理事会提出正式申诉，要求国联根据盟约第十条、第十一条及第十七条的有关规定，宣布日本是侵略者，并对日本采取制裁措施。理事会决议将中国提案交远东顾问委员会审查，该委员会审查后，提出的文件，虽然指出日本违反了相关的国际公约，但未明确宣布日本是侵略者；同时建议《九国公约》签字国和在远东有特殊利益的国家举行会议，共同讨论结束中日冲突的办法。
蒋介石呼吁《九国条约》的签署国帮助制止日本的侵略。

## 会议的召开
1937年11月3日，《九国公约》缔约国会议在比利时首都布鲁塞尔举行，与会国包括中、美、英、法、意、比、荷、葡等19国。苏联作为有重大利害关系国家出席了会议，而作为主要当事国的日本坚称与中国的争端不在《九国条约》的管辖范围之内, 拒绝参加会议。与日本结盟的德国也拒绝参加。
在《九国公约》签字国布鲁塞尔会议召开之前，国民政府命令淞沪战场上的中国军队继续坚守阵地。

## 美国的立场
富兰克林·罗斯福总统和赫尔国务卿向出席会议的美国代表诺曼·戴维斯作了指示，指出美国外交政策的首要目标是美国的国家安全，因此美国表明寻求维持和平与稳定；认为可以通过和平且切实可行的合作手段来维护和平；同时作为《非战公约》的签署国，已放弃将战争作为国家政策的手段；以及“美国的公众舆论表达了使美国远离战争的决心”。 正如华盛顿海军会议所证明，戴维斯被指示维持美国在太平洋和远东的和平中的利益，总统10月5日在芝加哥发表的演讲中有关外交政策的声明就涉及到了这一点，以及美国政府10月6日关于中日之间争议的声明。 在美国政府看来，会议的主要职能是“提供一个可以进行建设性讨论的场所，拟定和提出可能解决问题的基础，并努力通过和平谈判将各方召集在一起”。 
并向戴维斯强调，如果美国要避免与日本最终发生严重冲突，必须找到一些实际手段来抑制日本的侵略，并对希望通过和平手段解决国际争端的各大国的意志产生影响；大会可能是一个向日本施加压力的机构，目的是要给日本施加道德压力迫使日本改变它的的态度和政策。 最后，指示戴维斯“密切观察美国的舆论趋势并充分考虑这一点”。 

## 11月15日的声明
11月15日，大会通过了一项宣言，申明15个国家的代表认为中日之间的冲突应该是《九国公约》和《非战公约》所有缔约国所关注的。 鉴于会议与日本政府之间的观点存在分歧，会议认为就他们所说的通过协议实现和平而言，此时没有条件去履行会议的职能。 

## 会议结束
11月24日，九国条约会议最后一次召开，发表宣言，重申了《九国公约》的各项原则，确认日本在中国的行动违反了《九国公约》，建议日本停止行动，宣言认为仅靠冲突的双方中日之间直接谈判远不能够达成一个可接受的协议，只有与主要有关大国之间进行协商才有可能实现，它强烈敦促停止敌对行动，尽力寻求和平手段；会议认为暂时暂停会议是可行的。除此之外，布鲁塞尔会议对日本未有任何实际的制裁措施。然后无限期休会。 至此，华盛顿体系已经完全崩溃。 
美国代表在会议结束时说，这表明“日本不愿诉诸和解方法”，鉴于会议的权利，日本人继续坚持认为，中日之间的争端是这两个国家特有的问题，除意大利外，其他国际大家庭的所有成员都表明对局势感到担忧。 
陈诚将军在报告中写道，在淞沪会战的大部分时间里，稳健的军事战略经常被政治战略所取代。特别是不确定外国是否会干预的政治策略，迫使部队在上海牺牲惨重，几乎全军覆没，这是国家的悲剧。 他写道，由于中国国力的虚弱，它迫切需要外国援助，并且不得不做出牺牲，以证明其战斗力和抵抗的决心。 战斗结束时，尽管成千上万的中国士兵死亡只是为了表明中国准备血战到底，但他们最终的希望——西方的干预却从未发生。

## 影响
国联会议与布鲁塞尔会议的结果均未如中国政府所愿。中国争取英、法、美等国的经济与军事援助的努力收效甚微。日本一直惧怕的来自国际社会的谴责与压力，但两次会议表明国际社会对日本侵华并不严厉，日本所需的石油、钢铁、铅、锡、铝、锌等战略原料仍能从英、美等国进口。 